# Oren
Oren fue el seudónimo asignado a un agente doble alemán báltico en el Sudeste Asiático para la inteligencia británica en la Primera Guerra Mundial. Si bien no se conoce su verdadera identidad, se cree que fue un hombre de ascendencia sueca. La información de inteligencia recabada por Oren era pasada al cónsul británico en Batavia, Beckett. Esta información junto con los datos de inteligencia recogidos por otro agente alemán, Vincent Kraft, fueron fundamentales para descubrir partes de la conspiración indo-alemana, especialmente, los planes para enviar armas a la India a bordo del SS Maverick en junio de 1915.  Oren también proporcionó información sobre las acciones de Manabendra Nath Roy, agente de Bagha Jatin, con los ministros alemanes en el Sudeste Asiático y de los planes de revuelta en el Ejército indio en Bengala en agosto de 1915.
Sobre la base de la información aportada por Oren, el SS Maverick fue capturado, mientras que, en India, la policía destruyó el movimiento clandestino en Calcuta cuando Jatin actuó de acuerdo al plan en la costa de la bahía de Bengala, en Balasore. Desde allí, fue seguido por la policía india y, el 9 de septiembre de 1915, él y un grupo de cinco revolucionarios armados con fusiles Mauser hicieron una última parada a orillas del río Balang Burha. Gravemente herido en un tiroteo que duró setenta y cinco minutos, Jatin murió al día siguiente en la ciudad de Balasore. Oren's true identity was never disclosed by Beckett.